# 千秋季信
千秋 季信（せんしゅう すえのぶ）は、戦国時代の熱田社大宮司。
通称は紀伊守。

## 生涯
1560年（永禄3年）父千秋季忠は、織田信長に従って桶狭間の戦いに出陣し討死、信長は季忠の妻の胎内にあった季信に14年後の1574年（天正2年）に引見し、刀一振りとともに野並村を領地として与えたことから、季忠の子として1560年または1561年に誕生したと考えられる。
その後、神官のみになった説と、神官と信長の馬廻を担った説がある。
1601年（慶長6年）2月4日 - 『尾張国領主松平忠吉家老の小笠原吉次が、大宮司千秋李信通して、大宮司家領野並村一郷の指出提出を庄屋に命ず』とある。
2月7日 - 『徳川家康が大宮司千秋李信に大宮司領を安堵し、三河国高橋群舞木村と尾張国海東群下田村・丹羽郡赤目村三ケ村の賛地として、尾張国愛智郡野並郷一円を山ともに給料す』と伊奈忠次書状写にある。
亡くなった年月は不明だが、熱田大宮司は息子の季盛が継いでいる。